# Đảo Kotlin
Kotlin (hay Kettle; tiếng Phần Lan: Retusaari) là một hòn đảo của Nga, nằm gần về phía đầu của vịnh Phần Lan, 20 dặm (32 km) về phía tây của Sankt-Peterburg trong biển Baltic. Kotlin tách vịnh Neva khỏi phần còn lại của vịnh Phần Lan. Thị xã có thành lũy Kronstadt nằm trên đảo.